# Roman Igoriewicz
Roman Igoriewicz (zm. 1211) – książę dźwinogrodzki (1206-1207, 1208-1210, 1210-1211) i halicki (1207, 1211), syn Igora Światosławowicza.
Po śmierci Romana Mścisławowicza zajął Zwenigród i został jego księciem,  był też dwukrotnie księciem halickim. Po zdobyciu Halicza przez wojska węgierskie musiał się wycofać. Powróciwszy, aby umocnić swoją władzę, kazał stracić około 500 bojarów. Bojarzy wezwali na pomoc króla węgierskiego Andrzeja II. Wojska węgierskie powtórnie zajęły Halicz, a Roman trafił do ich niewoli. Bojarzy haliccy wykupili go z niewoli węgierskiej, i powiesili we wrześniu 1121 roku razem z bratem Światosławem.